# Pallicephala flavipilosa
Pallicephala flavipilosa är en tvåvingeart som först beskrevs av Cole 1923.  Pallicephala flavipilosa ingår i släktet Pallicephala och familjen stilettflugor.
Artens utbredningsområde är Kalifornien. Inga underarter finns listade i Catalogue of Life.